# Mischocyttarus goyanus
Mischocyttarus goyanus är en getingart som beskrevs av Zikan 1949. Mischocyttarus goyanus ingår i släktet Mischocyttarus och familjen getingar. Inga underarter finns listade i Catalogue of Life.